# Prairie Dog
Prairie Dog е осмият пореден албум на американския джаз пианист и аранжор Дюк Пиърсън, както и негов втори за компанията Атлантик Рекърдс. Издаден е и е записан през 1966 г.

## Критическа оценка
Ревюто в Олмюзик на Том Джурек дава на албума 3,5 звезди, като според него "това е Пиърсън на пълни соул джаз обороти, силно настъпващ в блуса, в един звезден състав.... Той е като всеки един негов албум за Атлантик – великолепен, и протичащ по един завършен, безукорен начин."

## Списък на композициите
Всички композиции принадлежат на Пиърсън, освен в указаните случаи.
- The Fakir – 5:14
- Prairie Dog – 6:45
- Hush-A-Bye (Сами Фейн, Джери Сийлън) – 4:11
- "Soulin'" (Джоу Хендерсън) – 6:59
- Little Waltz (Рон Картър) – 6:04
- Angel Eyes (Ърл Брент, Мат Денис) – 5:28